# ムウェル湖
ムウェル湖（ムウェルこ、スワヒリ語:Ziwa Mweru、フランス語: Lac Moero、英語: Lake Mweru）は、アフリカのザンビア・ルアプラ州とコンゴ民主共和国の境界にある湖である。タンガニーカ湖南端から150km西にある。北東から南西までの長さは96km、南東から北西までの幅45kmの長方形に近い形をしている。面積は4,920km2、海抜は917mである。ムウェルとはバントゥー語群の一部で「湖」を指す語のひとつである。
ルアプラ川がバングウェル湖から湖の南部に流入し、東からはカルングウィシ川が流入する。北部からルヴア川がコンゴ方面へ流出する。また、ムウェル湖の東側にはムウェル・ワンティパ湖という湖がある。
沿岸にはンチェレンゲをはじめとする多くの漁村が点在している。ンチェレンゲは2つの大きな島であるキルワ島とイソクウェ島への入り口となっている。湖の一帯はイエケ族の勢力圏で19世紀頃にはアラブ＝スワヒリ商人たちに知られていた。1987年にンチェレンゲへの舗装道路が完成することにより沿岸の人口は増加している。住民の多くはムウェル湖の水産資源を利用している。